# Mokvavý prameň
Mokvavý prameň je přírodní památka v katastrálním území obce Nová Lehota v okrese Nové Mesto nad Váhom v Trenčínském kraji na Slovensku. Území bylo vyhlášeno v roce 1983 a jeho rozloha je 2,1 hektaru. Předmětem ochrany je v Považském Inovci vzácné mokřadní prameniště.